# Nippon Oil
JXTG Nippon Oil & Energy Corporation (яп. 新日本石油株式会社, Син Нихон Сэкию Кабусикигайся) — одна из крупнейших нефтяных компаний в Японии. Занимала 101-е место в Fortune Global 500 в 2008 году.

## История компании
Nippon Oil Company (Японская нефтяная компания) была основана в 1888 году 21 предпринимателем (ямаси). Компания была создана по американскому образцу и с применением американских технологий, оборудования и специалистов. Вскоре в Амадзе к северу от Токио была обнаружена нефть. В 1900 году Standard Oil создала японский филиал, названный International Petroleum. В 1907 году Nippon Oil приобрела все его активы, став крупнейшей нефтяной компанией Японии. В 1921 году был поглощён основной конкурент, Hoden Oil. В этот же период Nippon Oil начала развивать сеть автозаправок, к концу 1920-х годов их у компании было 160. Истощение запасов нефти в Японии и рост потребления нефтепродуктов создали зависимость страны от импорта нефти, если в 1923 году внутренняя добыча покрывала 63 % потребления, то в 1937 году только 20 %, остальная импортировались, в основном из США. Основой деятельности Nippon Oil стали импорт и нефтепереработка. В 1937 году компания стала частью государственного нефтяного монополиста Oil Co-operative Sales. С 1939 года авиация и подводный флот США целенаправленно блокировали ввоз нефти в Японию, нехватка нефти для промышленности и армии стала одной из основных причин поражения Японии во Второй мировой войне.
В 1949 году Nippon Oil Corporation была воссоздана, но в значительно меньшем размере, чем до войны. С началом войны в Корее Япония стала важным союзником США в регионе, для укрепления связей в 1951 году было создано совместное нефтеперерабатывающее предприятие Nippon Oil с Chevron и Texaco, названное Nippon Petroleum Refining Company. В 1955 году были созданы нефтехимическая и газораспределительная дочерние компании. В 1960 году был открыт филиал в США. 1970-е годы стали периодом роста Nippon Oil, исключением стало лишь падение прибыли в 1974 году, вызванное нефтяным кризисом 1973 года. В 1980-х годах рынок нефтепродуктов достиг насыщения, и началась консолидация компаний отрасли. В 1984 году было достигнуто соглашение Nippon Oil с Mitsubishi Oil; последняя была основана в 1931 году, позже стала совместным предприятием группы Mitsubishi и американской компании Getty Oil, в 1994 году Getty Oil была поглощена Texaco, а совместное предприятие перешло под полный контроль японской стороны. В 1999 году две компании объединились, образовав Nippon Mitsubishi Oil Corporation, крупнейшую нефтяную компанию Японии, занимавшуюся четверть рынка нефтепродуктов страны и владевшей 14 тыс. автозаправок; тогда же была поглощена Koa Oil (основана в 1933 году). Для снижения расходов были закрыты несколько НПЗ и убыточные заправки. В 2002 году из названия было исключено слово Mitsubishi, а АЗС начали работать под брендом ENEOS.
В 2010 году Nippon Oil объединилась с Japan Energy Corporation, образовав JX Nippon Oil & Energy Corporation (JX Holdings).
1 апреля 2017 года в результате слияния JX Holdings и TonenGeneral Sekiyu образовалась JXTG Nippon OIl & Energy (с 2020 года — Eneos Holdings).
Наименование ENEOS составлено из «ENE», что означает ENERGY (энергия) и слова NEOS, что по-гречески означает «новый». Таким образом, перевод звучит «НОВАЯ ЭНЕРГИЯ».